# Алберт VI фон Халс
Алберт VI фон Халс (на немски: Albert VI von Hals; † 5 октомври 1305 в Боген) е граф на графство Халс, днес част от град Пасау в Бавария и господар на Хайденбург.

## Биография
Той е единственият син на граф Алрам IV фон Халс († 1246). Внук е на Аделберт III фон Халс († 1197/1199) и съпругата му Леукард фон Рандек? († сл. 1212). Правнук на Аделрам II фон Мюлхам († сл. 1163) и праправнук на Мацили II фон Шаунберг († сл. 1130) и прапраправнук на Мацили I фон Мюлхам († сл. 1103).
Той е представител на благородническия род „фон Кам“, който от 1160 г. се нарича фон Халс. Резиденция е в замък Халс на река Илц, северно от Дунав, близо до епископство Пасау. През 1072 г. господарите фон Халс са споменати за пръв път.
Родът измира по мъжка линия през 1375 г. Борбата за наследството с род Лойхтенберг печели граф Хайнрих IV фон Ортенбург († 1395), женен за внучката му Агнес фон Халс, дъщеря на син му Алрам V фон Халс (IV) († 1331). Йохан I фон Лойхтенберг († 1407) чрез връзките си с баварските херцози и император Карл IV получава на края омалялото графство за себе си. Ландграфовете фон Лойхтенберг започват да се наричат оттогава и „графове фон Халс“.

## Деца
Първи брак: с Аделхайд фон Ротенек († 1282), дъщеря на граф Герхард II фон Ротенек († ок. 1279). Те имат две дъщери:
- Кунигунда фон Халс († сл. 1322), омъжена (договор в Щраубинг на 12 януари 1268) за Хайнрих фон Хаарбах/Хорбах († 5 април 1282/29 януари 1284), син на Конрад II де Вагене († 1262/1267)
- Лиукард фон Халс († сл. 10 февруари или ноември 1310), омъжена за Дитхелм фон Брукперг († 1325), син на Алберо III де Брукперг († сл. 1284)

Втори брак: пр. 29 ноември 1259 г. за Агнес фон Хиршберг, дъщеря на граф Герхард I фон Хиршберг († пр. 1188) и София фон Зулцбах († сл. 1227), племенница на Берта фон Зулцбах и Гертруда фон Зулцбах. Бракът е бездетен.
Трети брак: пр. 5 април 1282 г. за Елизабет фон Труендинген († ок. 21 декември 1308), вдовица на Бертхолд фон Шлюселберг († пр. 1282), дъщеря на граф Фридрих I (V) фон Труендинген-Дилинген († 1271/1274) и принцеса Маргарета фон Андекс-Мерания († 1271/1274). Те имат два сина:
- Алберт VII фон Халс IV († 15 октомври 1334 в Авиньон), граф на Халс, женен пр. 10 август 1304 г. за Удилхилд фон Цолерн († сл. 14 юли 1349), дъщеря на граф Фридрих I фон Цолерн-Шалксбург († 1302/1309)
- Алрам V фон Халс (* 1295; † 1305/1331 в Мюнхен, погренбан в Мюнхен), женен 1319 г. за Агнес фон Силезия-Глогау (* 1293/1296; † 25 декември 1361) от род Пясти, вдовица на херцог Ото III от Долна Бавария и Унгария († 1312/1313), дъщеря на херцог Хайнрих III Глоговски († 1309) и принцеса Матилда фон Брауншвайг и Люнебург († 1319)